# Зимняя классика НХЛ 2008
Зимняя классика 2008 состоялась 1 января 2008 года в пригороде Буффало, Орчард Парке на стадионе «Ральф Уилсон». Матч регулярного чемпионата между командами «Баффало Сейбрз» и «Питтсбург Пингвинз» проходил на открытом воздухе, на ледовой площадке, сооруженной на стадионе команды НФЛ. Свидетелями победы по буллитам со счётом 2:1 команды из Питтсбурга стали 71 217 зрителей, что стало абсолютным рекордом посещаемости матчей НХЛ.

## Подготовка
«Ralph Wilson Stadium» является домашним стадионом команды НФЛ «Баффало Биллс». Монтаж хоккейной коробки начался 24 декабря 2007 года, на следующий день после того как «Биллс» сыграли свой последний домашний матч в сезоне 2007.

## Телевидение
Телевизионные трансляции игры вели каналы NBC — в США, CBC (на английском) и кабельный оператор «RDS» (на французском) — в Канаде, а также спутниковый канал NASN — на Европу. Радиотрансляции вели Westwood One и XM Satellite Radio.

## Изменение в правилах
Из-за сильного снегопада НХЛ приняла решение что в середине третьего периода команды поменяются воротами.

## Отчёт о матче
| 1 января 2008 года 13:27 | «Баффало Сейбрз» | 1:2 (ШБ) (0:1, 1:0, 0:0, 0:0, 0:1) | «Питтсбург Пингвинз» | Ralph Wilson Stadium, Орчард Парк, Нью-Йорк Зрителей: 71 217 |

| Отчёт | Отчёт | Отчёт                               | Отчёт | Отчёт |  |
| --- | --- | ----------------------------------- | --- | --- |  |
| | |                                     | | |  |
| | Райан Миллер | Вратари                             | Тай Конклин | |  |
| | Голы: |                                     | | |  |
| Кэмпбелл (Конноли, Пайе) 0:21 | 0:1 1:0 1:2(ШБ) | 21:25 Армстронг (Кросби) ПШБ Кросби | | |  |
| | |                                     | | |  |
| | |                                     | | |  |
| | |                                     | | |  |
| 6 мин | Штраф | 4 мин                               | | |  |
| 0 (2) | Большинство | 0 (3)                               | | |  |
| | 37 | Броски                              | 25 | |  |
| | |                                     | | |  |
| | Линди Рафф | Тренер                              | Мишель Террьен | |  |
| Р.Миллер, Ж.Тибо Т.Лидман, Я.Шпачек, Х.Таллиндер, Н.Печ, Д.Калинин, Б. Кэмпбелл Д.Руа, А.Коталик, Д.Пайе, А.Мэир, Т.Ванек, П.Гастад, Д.Поминвилль, М.Райан, Й.Хехт, М.Афиногенов, А.Петерс | Р.Миллер, Ж.Тибо Т.Лидман, Я.Шпачек, Х.Таллиндер, Н.Печ, Д.Калинин, Б. Кэмпбелл Д.Руа, А.Коталик, Д.Пайе, А.Мэир, Т.Ванек, П.Гастад, Д.Поминвилль, М.Райан, Й.Хехт, М.Афиногенов, А.Петерс | Состав                              | Т.Конклин, Д.Сабурин Р.Скудери, Д.Сидор, Р.Уитни, Б.Орпик, С.Гончар, К.Летанг Д.Сталл, Р.Мэлоун, Э.Кристенсен, П.Сикора, А.Холл, К.Армстронг, Ж.Ларак, Я.Рууту, Д.Таффе, Т.Кеннеди, Е.Малкин, С.Кросби | Т.Конклин, Д.Сабурин Р.Скудери, Д.Сидор, Р.Уитни, Б.Орпик, С.Гончар, К.Летанг Д.Сталл, Р.Мэлоун, Э.Кристенсен, П.Сикора, А.Холл, К.Армстронг, Ж.Ларак, Я.Рууту, Д.Таффе, Т.Кеннеди, Е.Малкин, С.Кросби |  |

## Факты
- «Зимняя классика 2008» стал первым официальным матчем под открытым небом в истории профессионального хоккея США;
- 4 россиян принимало участие в этом матче (Евгений Малкин, Сергей Гончар за «Питтсбург», Максим Афиногенов и Дмитрий Калинин за «Баффало»);
- Команды играли в винтажных формах: «Питтсбург» — в форме образца 1973 года, а «Баффало» — в «джерси» периода 1978—1996 годов;
- Это был второй матч регулярного чемпионата НХЛ сыгранный на открытом воздухе. Первым был матч между «Эдмонтон Ойлерз» и «Монреаль Канадиенс» сыгранный 22 ноября 2003 года на Стадионе Содружества;
- На домашней арене «Клинков» за матчем по видео табло наблюдало 11 000 зрителей.